# Hugo Ballin
Hugo Ballin (New York, 7 marzo 1879 – Santa Monica, 27 novembre 1956) è stato un pittore, scenografo, regista e produttore cinematografico statunitense che lavorò per Samuel Goldwyn. In pittura, è conosciuto per i suoi murales.

## Biografia
Hugo Ballin nacque a New York dove studiò arte. Quando, all'inizio del secolo, venne costruito il Wisconsin State Capital, fu incaricato di creare 26 murales per gli interni dell'edificio.
Nel 1917, Ballin iniziò a lavorare nel New Jersey per la Goldwyn Pictures come scenografo e, nel 1921, si trasferì a Los Angeles, richiesto da Samuel Goldwyn. Nello stesso anno, si sposò con l'attrice Mabel Croft. Ben presto, con una propria compagnia di produzione, diventò sceneggiatore, regista e produttore, dirigendo la moglie in diversi film tra i quali alcuni adattamenti da capolavori letterari quali un Jane Eyre del 1921 e La fiera delle vanità del 1923. Ballin scrisse anche alcuni romanzi di successo: nel 1925 uscì The Woman at the Door e, nel 1928, pubblicò Stigma.
All'avvento del sonoro, Ballin lasciò l'industria cinematografica per tornare alla sua carriera di artista. Diventò uno dei più famosi e apprezzati pittori murali di Los Angeles e le sue opere adornarono edifici quali l'Osservatorio Griffith o il Wilshire Boulevard Temple, la County General Hospital e la Burbank City Hall.
Nel 1932, in occasione dei Giochi Olimpici di Los Angeles, disegnò la medaglia commemorativa olimpica.
Lavorò ancora sporadicamente per il cinema: anche se non appare accreditato, nel 1939 fu consulente artistico per Il mago di Oz.

### Morte
Il matrimonio di Hugo e Mabel Ballin durò fino alla morte di lui, avvenuta nel 1956. Mabel gli sopravvisse due anni. Vennero sepolti vicini al Woodlawn Memorial Cemetery di Santa Monica.

## Filmografia
La filmografia - secondo IMDb - è completa.

### Regista
- Baby Mine, co-regia di John S. Robertson (1917)
- Thais, co-regia di Frank Hall Crane (1917)
- Help Yourself (1920)
- Pagan Love (1920)
- East Lynne (1921)
- The Journey's End (1921)
- Jane Eyre (1921)
- Other Women's Clothes (1922)
- Married People (1922)
- La fiera delle vanità (Vanity Fair) (1923)
- The Prairie Wife (1925)
- The Shining Adventure (1925)

### Sceneggiatore
- Daughter of Mine, regia di Clarence G. Badger (1919)
- Pagan Love, regia di Hugo Ballin (1920)
- East Lynne, regia di Hugo Ballin (1921)
- The Journey's End, regia di Hugo Ballin (1921)
- Jane Eyre, regia di Hugo Ballin (1921)
- Other Women's Clothes, regia di Hugo Ballin (1922)
- Married People, regia di Hugo Ballin (1922)
- La fiera delle vanità (Vanity Fair), regia di Hugo Ballin (1923)
- The Prairie Wife, regia di Hugo Ballin (1925)

### Scenografo
- The Spreading Dawn, regia di Laurence Trimble - architetto scenografo (1917)
- Nearly Married, regia di Chester Withey - scenografo (1917)
- L'uomo della fortuna (The Cinderella Man), regia di George Loane Tucker - scenografo (1917)
- Fields of Honor, regia di Ralph Ince - architetto scenografo (1918)
- Dodging a Million, regia di George Loane Tucker - scenografo (1918)
- Our Little Wife, regia di Edward Dillon - scenografo (1918)
- The Beloved Traitor, regia di William Worthington - scenografo (1918)
- The Floor Below, regia di Clarence G. Badger - scenografo (1918)
- The Splendid Sinner, regia di Edwin Carewe - architetto scenografo (1918)
- The Face in the Dark, regia di Hobart Henley - architetto scenografo (1918)
- The Danger Game, regia di Harry A. Pollard - architetto scenografo (1918)
- The Fair Pretender, regia di Charles Miller - architetto scenografo (1918)
- All Woman, regia di Hobart Henley - scenografo (1918)
- The Venus Model, regia di Clarence G. Badger - scenografo (1918)
- The Service Star, regia di Charles Miller - architetto scenografo (1918)
- The Glorious Adventure, regia di Hobart Henley - architetto scenografo (1918)
- Back to the Woods, regia di George Irving - scenografo (1918)
- Friend Husband, regia di Clarence G. Badger - architetto scenografo (1918)
- Money Mad, regia di Hobart Henley - architetto scenografo (1918)
- The Turn of the Wheel, regia di Reginald Barker - architetto scenografo (1918)
- Peckìs Bad Girl, regia di Charles Giblyn - scenografo (1918)
- Just for Tonight, regia di Charles Giblyn - architetto scenografo (1918)
- The Kingdom of Youth, regia di Clarence G. Badger - architetto scenografo (1918)
- Hidden Fires, regia di George Irving - architetto scenografo (1918)
- Thirty a Week, regia di Harry Beaumont - architetto scenografo (1918)
- A Perfect Lady, regia di Clarence G. Badger - architetto scenografo (1918)
- Shadows, regia di Reginald Barker - architetto scenografo (1919)
- Sis Hopkins, regia di Clarence G. Badger - architetto scenografo (1919)
- Daughter of Mine, regia di Clarence G. Badger - architetto scenografo (1919)
- The Eternal Madgalene, regia di Arthur Hopkins - scenografo (1919)
- Carnevale di sangue (The Stronger Vow), regia di Reginald Barker - architetto scenografo (1919)
- The Crimson Gardenia, regia di Reginald Barker - architetto scenografo (1919)
- Upstairs, regia di Victor Schertzinger - scenografo (1919)
- Lord and Lady Algy, regia di Harry Beaumont - architetto scenografo (1919)
- The World and Its Woman, regia di Frank Lloyd - architetto scenografo (1919)
- Strictly Confidential, regia di Clarence G. Badger - architetto scenografo (1919)
- Bonds of Love, regia di Reginald Barker - architetto scenografo (1919)
- Gli amori di Sonia (The Love of Sunya), regia di Albert Parker - architetto scenografo  (1927)

### Dipartimento artistico
- Il mago di Oz (The Wizard of Oz, regia) di Victor Fleming - non accreditato (1939)
- Il pirata e la principessa (The Princess and the Pirate), regia di David Butler - consulente artistico (1944)

### Produttore
- Pagan Love, regia di Hugo Ballin - produttore e presentatore (1920)
- East Lynne, regia di Hugo Ballin (1921)
- The Journey's End, regia di Hugo Ballin (1921)
- Jane Eyre, regia di Hugo Ballin (1921)
- Other Women's Clothes, regia di Hugo Ballin (1922)
- Married People, regia di Hugo Ballin (1922)
- La fiera delle vanità (Vanity Fair), regia di Hugo Ballin (1923)

### Apparizioni sullo schermo
- Souls for Sale, regia di Rupert Hughes (1923)

## Galleria d'immagini

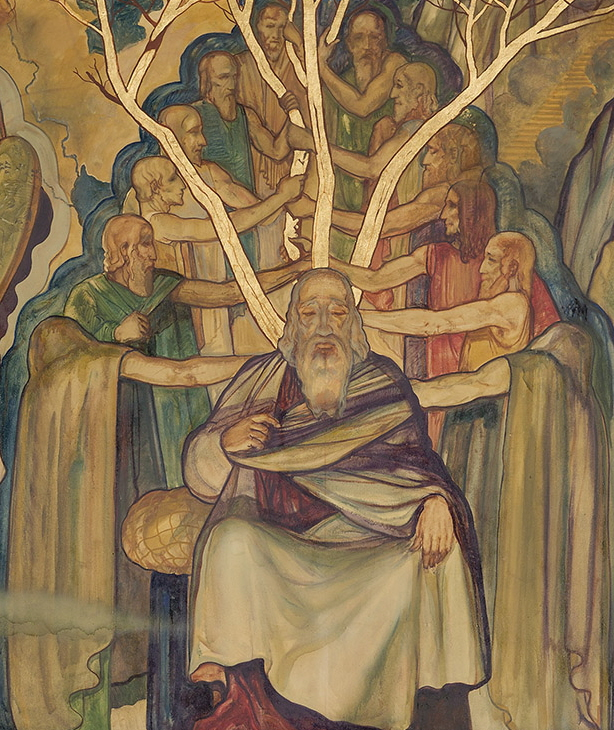
Murale al Wilshire Boulevard Temple di Los Angeles
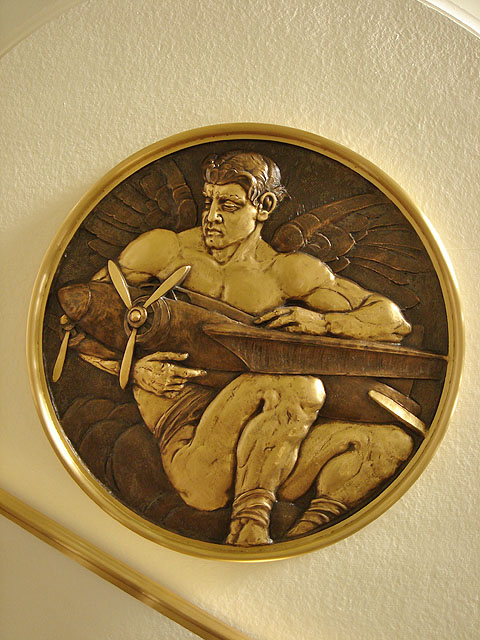
Dettaglio della scalinata, Burbank City Hall
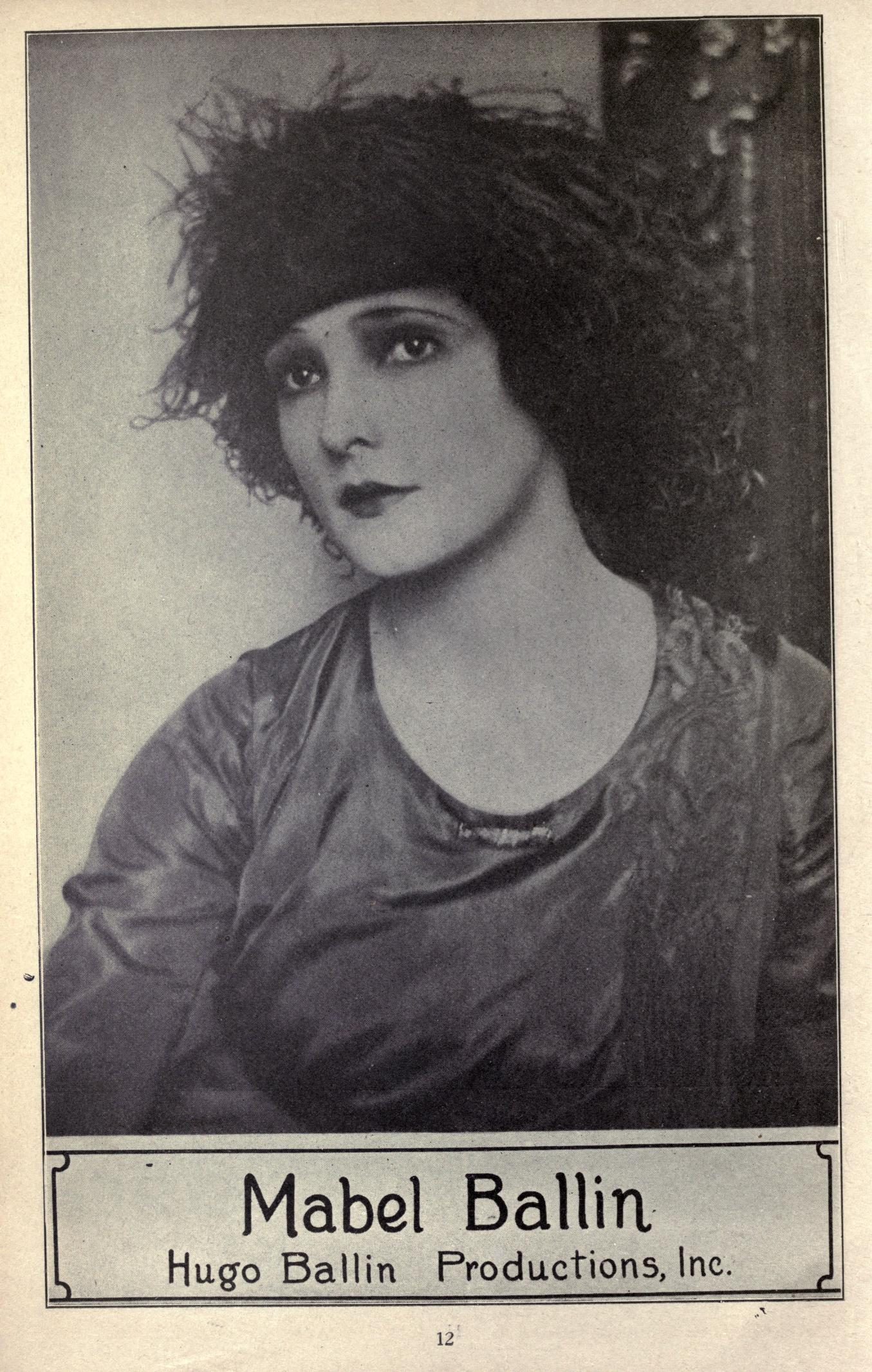
L'attrice Mabel Ballin, moglie di Hugo Ballin
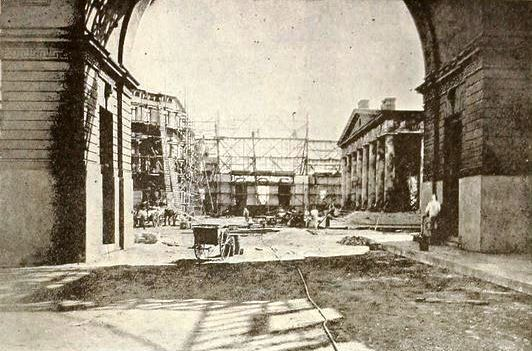
Set di The World and Its Woman (1919)
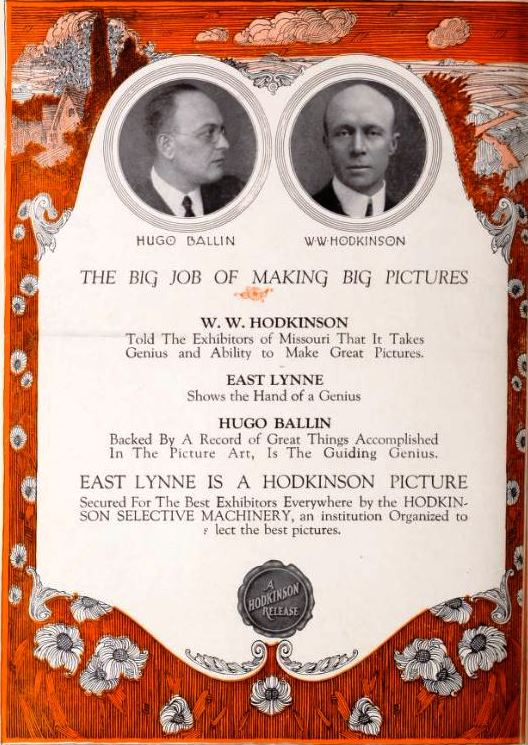
Pubblicità per il film East Lynne (1921)